# Hans von Langendiepach gen. Kussenziech
Hans von Langendiepach gen. Kussenziech (* um 1445 in Frankfurt am Main; † 1486 ebenda) war ein in Frankfurt am Main wirkender deutscher Maler.

## Leben und Werk
Hans von Langendiepach wurde in Frankfurt als Enkel des Webers Hermann von Langendiepach geboren. Vermutlich hat Hans 1464 geheiratet und sich vielleicht selbstständig gemacht, da er damals das Haus Zum Schyd in der Frankfurter Fahrgasse kaufte. In den späten 1460er Jahren arbeitete er allerdings zusammen mit Hans Caldenbach gen. Hess bei Conrad Fyoll in dessen Frankfurter Werkstatt. Dort schuf die Werkstatt für das Kloster Selbold den neuen Hochaltar.
1470 musste Hans von Langendiepach sein Haus wegen Schulden verkaufen. 1486 kaufte er das Haus Klein-Roseneck in der Fahrgasse. Im selben Jahr schied er durch Selbstmord aus dem Leben.
Unter den heute erhaltenen Werken ist ihm keines mehr mit Sicherheit zuzuschreiben, doch hat er vielleicht an 15 Tafeln des genannten Langenselbolder Altares (um 1467/1468), die heute als anonyme Werke in Museen in Lyon, Karlsruhe und anderswo erhalten sind, unter der Leitung von Conrad Fyoll mitgearbeitet.